# Rugathodes sexpunctatus
Rugathodes sexpunctatus är en spindelart som först beskrevs av James Henry Emerton 1882.  Rugathodes sexpunctatus ingår i släktet Rugathodes och familjen klotspindlar. Inga underarter finns listade i Catalogue of Life.